# Aphirape
Aphirape  (лат.) — род аранеоморфных пауков из подсемейства Aelurillinae в семействе пауков-скакунов (Salticidae). Все восемь видов рода распространены в странах Южной Америки.

## Виды
- Aphirape ancilla (C. L. Koch, 1846) — Бразилия typus
- Aphirape boliviensis Galiano, 1981 — Боливия, Аргентина
- Aphirape flexa Galiano, 1981 — Аргентина, Уругвай
- Aphirape gamas Galiano, 1996 — Бразилия, Аргентина
- Aphirape misionensis Galiano, 1981 — Аргентина, Бразилия
- Aphirape riojana (Mello-Leitão, 1941) — Аргентина
- Aphirape riparia Galiano, 1981 — Аргентина
- Aphirape uncifera (Tullgren, 1905) — Аргентина